# Yoshimitsu Yoshihiko

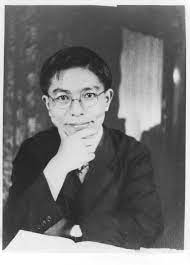
Yoshimitsu Yoshihiko

Yoshimitsu Yoshihiko (japanisch 吉満 義彦; geboren 13. Oktober 1904 in der Präfektur Kagoshima; gestorben 23. Oktober 1945) war ein japanischer römisch-katholischer Philosoph.

## Leben und Wirken
Yoshimitsu Yoshihiko machte 1928 seinen Studienabschluss an der Universität Tokio im Fach Ethik. Während des Studiums traf er den Priester Iwashita Sōichi (1889–1940) und konvertierte als Protestant zum Katholischen Glauben. Während eines Aufenthaltes in Frankreich bildete er sich unter Jacques Maritain weiter.
1931 wurde Yoshimitsu Lektor an der Sophia-Universität und Lehrer an dem katholischen Lehrinstitut Tōkyō kōkyōshin gakkō (東京公教神学校 Theologisches Seminar Tokio). Er schrieb u. a. für die Zeitschriften Sōzō (創造 ‚Schöpfung‘) und Katorikku kenkyū (カトリック研究 ‚Katholische Studien‘) und beteiligte sich in der Zeit des Zweiten Weltkriegs an dem Projekt Kindai no chōkoku (近代の超克 ‚Überwindung der Gegenwart‘).

## Schriften
- Catholicism Thomas Newman (カトリシスム・トーマス・ニューマン Katorishisumu Tōmasu Nyūmen, deutsch ‚Katholizismus – Thomas Newman‘), 1934
- Bunka rinri no kompon mondai (文化倫理の根本問題 ‚Grundfragen der Kulturethik‘), 1936
- Bungaku to rinri tsuketari: Jūsokuteki humanism no mondai  (文学と倫理 附・充足的ヒューマニズムの問題 ~ hyūmanizumu ~, deutsch ‚Literatur und Ethik, Nachbemerkung: Das Problem eines zufriedenstellenden Humanismus’‘), 1937
- Tetsugakusha no kami (哲学者の神 ‚Die Götter der Philosophen‘), 1947
- Shi to ai to jissai (詩と愛と実存 ‚Gedicht, Liebe und Wirklichkeit‘), 1948
- Yoshimitsu Yoshihiko chosakushū (吉満義彦著作集 ‚Yoshimitsu Yoshihiko – Gesammelte Werke‘) in vier Bänden, 1948 bis 1952
- Yoshimitsu Yoshihiko zenshū (吉満義彦全集 ‚Yoshimitsu Yoshihiko – Gesammelte Werke‘) in fünf Bänden, 1984 bis 1985